# 少女と世界とお菓子の剣 〜Route of AYANO〜
『少女と世界とお菓子の剣 〜Route of AYANO〜』（しょうじょとせかいとおかしのけん 〜ルート・オブ・アヤノ〜、英：the girl and the world and the sword of the sweets）は2009年8月15日に同人ブランド私立さくらんぼ小学校が製作、発売したアダルトゲームである。公式略称は『せかけん』。

## 概要
私立さくらんぼ小学校による初の本格ストーリー作品であり、全3部作の第1弾となっている。選択肢は設けられているが、アダルトシーンの選択、会話相手の選択、ボケ内容などが若干変化するのみであり、基本的なストーリー構成は1本道となっている。そのため、公式ジャンル表記でもファンタジーノベルとなっている。
学園を舞台としており、主人公とメインヒロインとの間以外にも恋愛関係が発生する、前身ブランドで発売されていた『Close 2U 〜最後の夏休み〜』（以下、Close2Uと略記）や『たんぽぽ 〜Everything Nice〜』で盛り込まれていた要素が、本作においても久しぶりに盛り込まれることとなった。また、『Close2U』の夢崎あずさや『妹ペット』シリーズの3人のメインヒロインといった過去作品のキャラクターも複数登場している。
本作は、学年あるいは年齢が明示されているにもかかわらずメインヒロインが中学生である点や、巨乳キャラクターが登場する点など、同ブランドとしては珍しい内容となっている。
本作発売後、ユーザーからは『Close2U』の頃と同様の、長文感想が多数寄せられたとシナリオライターの苦魔鬼は語っている。

## 舞台背景
夢広町に位置し、小中高一貫教育で知られる風雛（かざひな）学園の中級部を主な舞台としている。学年によってネクタイ（男子の場合）や胸のリボン（女子の場合）の色が異なり、今年は赤が1年、青が2年、緑が3年となっている。

## あらすじ
風雛学園の中級部2年になった汐見稔雄は、あるラジオの深夜番組の熱狂的ファンであった。初夏のある日、いつものように年代物のラジオで深夜番組を聞いていると、ラジオが故障したかのようにノイズだらけとなる。そして、そのノイズから途切れ途切れに言葉が流れ出す。その言葉に関わる場所、人物、物事を中心に、学園では奇妙なことが起こり始める。
稔雄は2年になった初日、通学中のバスの中で、痴漢に毅然と立ち向かう少女を目撃する。彼女の名前は春野苺。幼く見える体格に似合わず、わずか1つ下、中級部1年生であった。また、都合、学級委員となった稔雄は、学級委員会の場で学園のマドンナと言われる中級部3年生の滝沢奈々子、通称ナナに出会う。ラジオからこぼれる言葉と学園で起こった奇妙なことに関わっていくうち、苺とナナが所属する学園非公認の部活動「占い部」の存在、そして彼女たちが「夢を狩る者」であるという秘密に触れていくこととなる。
夢が現実を蝕む。現実を侵食する偽りのリアル。世界はそういう偽りを見せることがある。世界の真の姿を見極め、そしてその原因となった世界の夢を狩る。その役目を持つのが「夢を狩る者」。そして、稔雄の持つ年代物のラジオには、世界の見せる偽りのリアルを言葉にする力がある。苺から、世界と戦うためにその力を貸してほしいと頼まれ、稔雄は「世界の夢を狩る仲間」として一緒に行動することを決意する。

## 登場キャラクター
本作の登場キャラクターの大半は風雛学園中級部の生徒である。学年およびクラスが記されている場合は、特記のない限り風雛学園中級部を意味することとする。

### メインキャラクター
汐見稔雄（しおみみのお）
2年1組。本作の主人公である。通称「ミノ」。部屋にアイドル夢崎あずさのポスターを飾るほどの、あずさの熱狂的ファン。あずさが務めるラジオの深夜番組「ドリームオンドリーム」を毎週楽しみに聞いている。
下級部の頃にはサッカークラブに入っていたが、ある事件をきっかけにやめてからはもっぱら帰宅部である。自宅の机の上には同ブランド作のエロゲーの箱が山積みといったように、エロネタ好きの男の子、ダメ人間である。
「夢を狩る者」としての能力は「世界のラジオ」。「ドリームオンドリーム」を聞くのに用いている年代物のラジオは世界と繋がっており、偽りのリアルを言葉にする力を秘めている。
春野苺（はるのいちご）
声：白井うさぎ
1年4組。足まで伸びるほどの金髪ロングで、苺の髪飾りを付けた少女。本来であれば下級部4年生であるが、主人公より1つ下の中級部1年に飛び級しているというほどの頭脳の持ち主。飛び級ゆえ、同学年の女の子に比べると頭2つ分くらいは背が低い。しかし、その体格に似合わず気が強く、バスの中で痴漢をしている成人男性を「キミ」呼ばわりしながら注意するほど。
お菓子、とりわけプレッツェル菓子「エクレアバー」が好きで、スカートの裏、太ももにはいつもエクレアバーの箱が備え付けられている。
昼休みは、中庭の一角、中級部と下級部の境目付近で、1人でお菓子を食べていることが多い。
数少ない苦手なものの1つは、怖い話。かごめ事件においてはかごめの歌の解釈においては、他者が流産説などの怖い説を発する中、苺は歌のルールを解説したものと力説している。
「夢を狩る者」としての能力は「お菓子の剣」。お菓子を剣に変えるというもの。その剣は、偽りのリアルを見せる夢を断つ力を秘めている。
滝沢奈々子（たきざわななこ）
声：萌木唯
3年3組。通称ナナ。腰まで伸びるほどの茶髪ロングで巨乳少女。女の子事情通のゆたかはGカップと評しているが、本人曰くEカップである。巨乳、容姿端麗、ややおっとりとした性格などから、校内の彼女にしたいランキングで常に1位を誇る学園のマドンナ。アーチェリー部に所属。
昼休みは、占い部の活動の場でもある、物置棟で読書をしていることが多い。
「夢を狩る者」としての能力は「言霊のリップ」。塗った後に発した言葉が全て現実のものになるという言霊の力を秘めている。走っている人をいきなりそのままの体勢で止めることや、秘密を自白させることは朝飯前である。なお、この力は世界の夢の干渉を受けないとされている。
次作、3部作の第2作のメインヒロインに予定されている。
苗代アヤノ（なえしろ -）
声：北都南
2年1組。本作唯一の攻略対象キャラクター。自称「あやちん」。主人公の幼馴染。と言っても、知り合ったのは小4の頃である。肩口ほどの紫髪ショートで、青いリボンでツーサイドアップにまとめている。
人見知りが非常に激しく、幼馴染である主人公やゆたかとは話をするものの、それ以外の人に自分から話し掛けることは非常に稀である。また、主人公やゆたかとの間でも、本人を前にしての会話ですら携帯メールを多用するほどのメール魔である。エッチな話は不得意で、エロネタの多い主人公への罵倒は間違いなく携帯メールである。
主人公とは自宅が同方面であり、寝坊がちの主人公を毎朝起こして一緒に登校している。ダメ人間の主人公を普段は「変態」「キモイ」と評しているが、苺と親しそうにしている主人公を見ているうちに、徐々に行動が変わっていく。
本作において彼女は「夢を狩る者」としての能力を見せていないが、本作に収録されている次作予告動画では、彼女のトレードマークとも言える携帯電話が「夢を狩る者」としての能力を発現するアイテムであることが示されている。

### サブキャラクター
初広ゆたか（はつひろ -）
声：玉木宏子
2年1組。通称「ハツ」。アヤノの古い知り合いにして、主人公の親友。勉強は苦手だが運動は得意であり、極めてノリがよい爽やか少年。女の子事情通で、学園内の見知らぬ女子が登場するとどこからともなく現れては解説する。また、中級部の生徒は男女問わず全員の名前を知っているなど、非常に情報収集力と対人記憶力が高い。下級部の頃には主人公同様、サッカー部に所属していたこともあるが、現在は野球部に所属。
夢崎あずさ（ゆめざき -）
声：町屋杏
16歳。ラジオ番組「ドリームオンドリーム」のメインパーソナリティを務める人気アイドルである。彼女はジュニアアイドル出身者であり、その頃の活躍は私立さくらんぼ小学校の前身である商業ブランドいちごみるく製作の『Close2U』の作中で示されている。Close2Uの頃から変わらず、親父ギャグ全開のノリでのトークが彼女の特徴である。
百笑倫子（どうめきりんこ）
声：飯田空
3年。美術部の部長。赤いカチューシャを付けた、いわゆる姉御タイプの少女。校内美少女ランキングは常に上位5位以内を誇る。世界中の美少女とエッチをするという野望を持っており、可愛い下級生を見つけるとちょっかいを掛けにやってくる。また、スカートの下に穿いたパンティを本人に気付かれないように脱がすという特技を持っており、怪盗スキャンティーの異名を持つ。ナナの親友でもある。
響子、薫、真由
主人公の脳内妹である3姉妹。前作の『妹ペット』シリーズの登場キャラクター。

### 特定事件限定キャラクター

#### 薄田消滅事件
覚本修太（かくもとしゅうた）
2年1組。バスケ部所属。運動が得意で、女子の間で人気が上がっている。しかし、都所が覚本に告白した頃に前後して、主人公のラジオはノイズに混じって不思議な言葉を発するようになる。
都所月美（とどころつきみ）
2年1組。吹奏楽部。積極的で、覚本にも積極的にアタックを掛ける性格。
薄田ゆうき（すすきだ -）
2年1組。今回の事件で消滅した女の子。学園内の生徒の名前を全部暗記しているゆたかが、電話連絡網に載っているが聞き覚えのない彼女の名前を見つけるところから、消滅の事実が発覚、事件の核心に迫っていくこととなる。
椛田京也（かばたきょうや）
声：のらのねこ
1年4組。通称「カバっち」。下級部の頃、サッカークラブに所属していた頃に主人公と知り合う。主人公がある事件で疑われたときに主人公を庇う発言をしたことから、親しい関係となる。昨年、京也の弟は苺と同級生であったが、苺が飛び級してきたことから、京也と同じクラスになる。

#### 福貴島兄妹事件
福貴島紫苑（ふきしましおん）
1年2組。美術部。野球部の兄が肘の故障で退部し、それ以降、紫苑につらく当たることを占い部に相談することから本事件が始まる。
福貴島奏太（ふきしまかなた）
3年7組。紫苑の兄で、元野球部のピッチャー。元々は外野手であったが、強肩の彼がひょんな事からピッチャーをやることになった際にピッチャーとしての才能を見出される。2年でレギュラーを奪うものの、3年の時に肘を故障し、その後退部している。病院に掛かったが肘の故障の原因は不明であった。そのため、彼は秋満の呪いだと考えている。
秋満恭助（あきみつきょうすけ）
3年1組。元野球部のピッチャー。福貴島にレギュラーを奪われ、ある事件をきっかけに退部することとなった。

#### かごめ事件
東若村子（ありわかむらこ）
2年7組。帰宅部。童謡『かごめかごめ』の歌詞が書かれた紙が彼女の自宅ポストに投函されており、怖くなって、それを占い部に相談したことから本事件が始まる。
控えめで大人しい性格である。草介のことを慕っている。
坂大草介（ばんだいそうすけ）
2年。村子の幼馴染。しかし、はっきりしない性格の村子よりは、結衣のことが好きである。
久徳結衣（きゅうとくゆい）
2年4組。村子、草介の共通の友人である。なお、本事件が持ち上がって以降、彼女は継続して学園を欠席しており、薄田消滅事件同様に、消滅したのではないかと噂されている。
泥川郷夫（どろかわさとお）
結衣が好きな男の子。しかし、郷夫は村子のことが好きである。

#### Route of AYANO
酒出、仲手川
2年1組。主人公たちのクラスメイトの女子。

### 各話リスト
| 章  | サブタイトル           | 世界の夢との関与 | 備考                                                               |
| --- | ---------------------- | ---------------- | ------------------------------------------------------------------ |
| #1  | 苺の髪飾りの少女       | 薄田消滅事件     | 導入パートであり、行動選択肢は存在しない                           |
| #2  | 占い部の少女           | 薄田消滅事件     | 導入パートであり、行動選択肢は存在しない                           |
| #3  | 夢を狩る者             | 薄田消滅事件     | 導入パートであり、行動選択肢は存在しない                           |
| #4  | 忍び寄る影             | 福貴島兄妹事件   |                                                                    |
| #5  | 好きの色               | 福貴島兄妹事件   |                                                                    |
| #6  | interlude              | （事件なし）     | ここでは占い部の一コマが記されており、世界に関わる事件は発生しない |
| #7  | かごめのうた           | かごめ事件       |                                                                    |
| #8  | 合宿へ行こう!          | Route of AYANO   | 明確な事件名は示されていない                                       |
| #9  | 初体験!                | Route of AYANO   | 明確な事件名は示されていない                                       |
| #10 | ayano, Love Days       | Route of AYANO   | 明確な事件名は示されていない                                       |
| #11 | 変わりゆくアヤノ       | Route of AYANO   | 明確な事件名は示されていない                                       |
| #12 | きらきらひかるもの     | Route of AYANO   | 明確な事件名は示されていない                                       |
| #13 | それでもキラキラ輝いて | Route of AYANO   | 明確な事件名は示されていない                                       |

## ゲームシステム
ゲームシステムはテキスト選択肢タイプの一般的なアドベンチャーゲームとなっている。シナリオエンジンには吉里吉里を使用。マップシステムは設けられておらず、実際には選択肢は設けられているが、アダルトシーンの選択、会話相手の選択、ボケ内容などが若干変化するのみであり、基本的なストーリー構成は1本道となっている。また、攻略対象キャラクターもアヤノのみであり、それは作品タイトルの「Route of AYANO」にも示されている。
コミカルな一部のシーン、例えば苺が主人公を張り倒すシーンなどでは、『奥さまは○学生』などで用いられた、漫画の一コマ形式（モノクロのスケッチ様）の演出が施されている他、女の子視点も一部盛り込まれている。アダルト部分の処理では、前作『妹ペット 〜premo〜』で採用されたAfter Effectsアニメーションを本作でも採用している。

## スタッフ
- シナリオ : 苦魔鬼轟丸（くまき とどろきまる）
- 原画 : みそおでん